# Bikovo, Sliven
Bikovo (în bulgară Биково) este un sat în comuna Sliven, regiunea Sliven,  Bulgaria. 

## Demografie
Componența etnică a satului Bikovo
     Bulgari (86,31%)
     Romi (9,5%)
     Nicio identificare (2,66%)
     Altele (1,52%)
La recensământul din 2011, populația satului Bikovo era de 263 locuitori. Din punct de vedere etnic, majoritatea locuitorilor (86,31%) erau bulgari, cu o minoritate de romi (9,5%). Pentru 2,66% din locuitori nu este cunoscută apartenența etnică.